# Regino Pedroso
Regino Pedroso y Aldama (Unión de Reyes, Matanzas, 5 de abril de 1896 - La Habana, 7 de diciembre de 1983) poeta cubano, en sus comienzos modernista, fue el iniciador de la poesía de temática social en su país.

## Biografía
Nació en Unión de Reyes, Matanzas, el 5 de abril de 1896. Abandonó los estudios a los 13 años de edad y trabajó como aprendiz de carpintero, en una fábrica de acero y en un taller ferroviario. 
En los años 1919 y 1920 publicó sus primeros poemas en El Fígaro, Castalia y Chic. En 1927 dio a conocer en el suplemento literario del Diario de la Marina el poema Salutación fraterna al taller mecánico, con el que se inicia la poesía de temática obrera en Cuba.
En 1930 comienza a trabajar en la redacción del periódico La Prensa. También fue redactor y corrector de pruebas del periódico Ahora. Ese mismo año publica su primer libro, titulado Nosotros.
Formó parte del consejo de dirección de la revista Masas, órgano de la Liga Antimperialista de Cuba. En 1935 fue condenado a seis meses de prisión, por razones políticas, junto con los demás integrantes del consejo de dirección de dicha revista.
Obtuvo el Premio Nacional de Poesía de Cuba en 1939 por su libro Más allá canta el mar. Ese mismo año apareció publicada su Antología poética (1918-1938). En 1955 publica el libro de versos El ciruelo Yuan Pei Fu, en el que rinde homenaje a sus ancestros chinos.
Trabajó hasta 1959 en la Dirección de Cultura del Ministerio de Educación. Posteriormente fue consejero cultural de Cuba en la República Popular China y en México. En 1975 se reunió toda su poesía en el libro Obra poética, con un estudio introductorio de Félix Pita Rodríguez. 
Falleció en La Habana, en 1983. En su obra se reúnen las tres etnias conformadoras de la nacionalidad insular: la europea, la africana y la asiática, representadas por el propio poeta. Sus creaciones han sido traducidos al inglés, francés, ruso, portugués, chino, italiano, alemán, búlgaro y otros idiomas.

## Obras
- Nosotros. Poemas. La Habana, Editorial Trópico, 1933.
- Antología poética (1918-1938). La Habana, Imp. Molina, 1939.
- Más allá canta el mar... Poema. La Habana, Imp. La Verónica, 1939.
- Bolívar, sinfonía de libertad. Poema. La Habana, P. Fernández, 1945.
- El ciruelo de Yuan Pei Fu. Poemas chinos. La Habana, P. Fernández, 1955.
- Poemas. Prólogo de Nicolás Guillén. Antología. La Habana, Eds. Unión, 1966.
- Obra poética. «Regino Pedroso y la nueva poesía cubana», por Félix Pita Rodríguez. La Habana, Editorial Arte y Literatura, 1975.
- El ciruelo de Yuan Pei Fu. Edición y prólogo de Manuel Díaz Martínez. Col. Palimpsesto, Carmona-Sevilla, 2011.